# Gyurgyalagfélék
A gyurgyalagfélék (Meropidae) a madarak osztályának szalakótaalakúak (Coraciiformes) rendjébe tartozó család. 3 nem és 26 faj tartozik a családba.

## Előfordulásuk
A legtöbb fajt Afrikában észlelték, de élnek még Dél-Európában, Ázsiában, Ausztráliában és Új-Guineában.

## Megjelenésük
Tollazatukat gazdag színkavalkád és hosszúkás faroktoll jellemzi.

## Életmódjuk
Társas állatok. Táplálékuk főleg repülő rovarokból áll, elsősorban méhek és darazsak. A fajok a méhek evése előtt eltávolítják a fullánkot.

## Szaporodásuk
Telepekben fészkelnek, homokos domboldalakban. Fészekaljuk 2–9 tojásból áll (fajtól függ).

## Rendszerezés
A család az alábbi nemeket foglalja magában.
- Nyctyornis (Jardine & Selby, 1830) – 2 faj
  - remetegyurgyalag (Nyctyornis amictus)
  - indiai remetegyurgyalag (Nyctyornis athertoni)

- Meropogon (Bonaparte, 1850) – 1 faj
  - erdei remetegyurgyalag (Meropogon forsteni)

- Merops (Linnaeus, 1758) – 23 faj
  - bársonyos gyurgyalag (Merops gularis)
  - zafírgyurgyalag (Merops muelleri)
  - vöröstorkú gyurgyalag (Merops bulocki)
  - fehérfejű gyurgyalag (Merops bullockoides)
  - törpegyurgyalag (Merops pusillus)
  - kékmellű gyurgyalag (Merops variegatus)
  - hegyi gyurgyalag (Merops oreobates)
  - fecskefarkú gyurgyalag (Merops hirundineus)
  - feketefejű gyurgyalag (Merops breweri)
  - szomáli gyurgyalag (Merops revoilii)
  - fehértorkú gyurgyalag (Merops albicollis)
  - smaragdgyurgyalag (Merops orientalis)
  - Böhm-gyurgyalag (Merops boehmi)
  - kéktorkú gyurgyalag (Merops viridis)
  - perzsa gyurgyalag (Merops persicus)
  - zöld gyurgyalag (Merops superciliosus)
  - kékfarkú gyurgyalag (Merops philippinus)
  - feketefarkú gyurgyalag vagy szivárványgyurgyalag (Merops ornatus)
  - gyurgyalag (Merops apiaster)
  - barnafejű gyurgyalag (Merops leschenaulti)
  - rózsáshasú gyurgyalag (Merops malimbicus)
  - kármin gyurgyalag (Merops nubicus)
  - kármintorkú gyurgyalag (Merops nubicoides)

## Képek

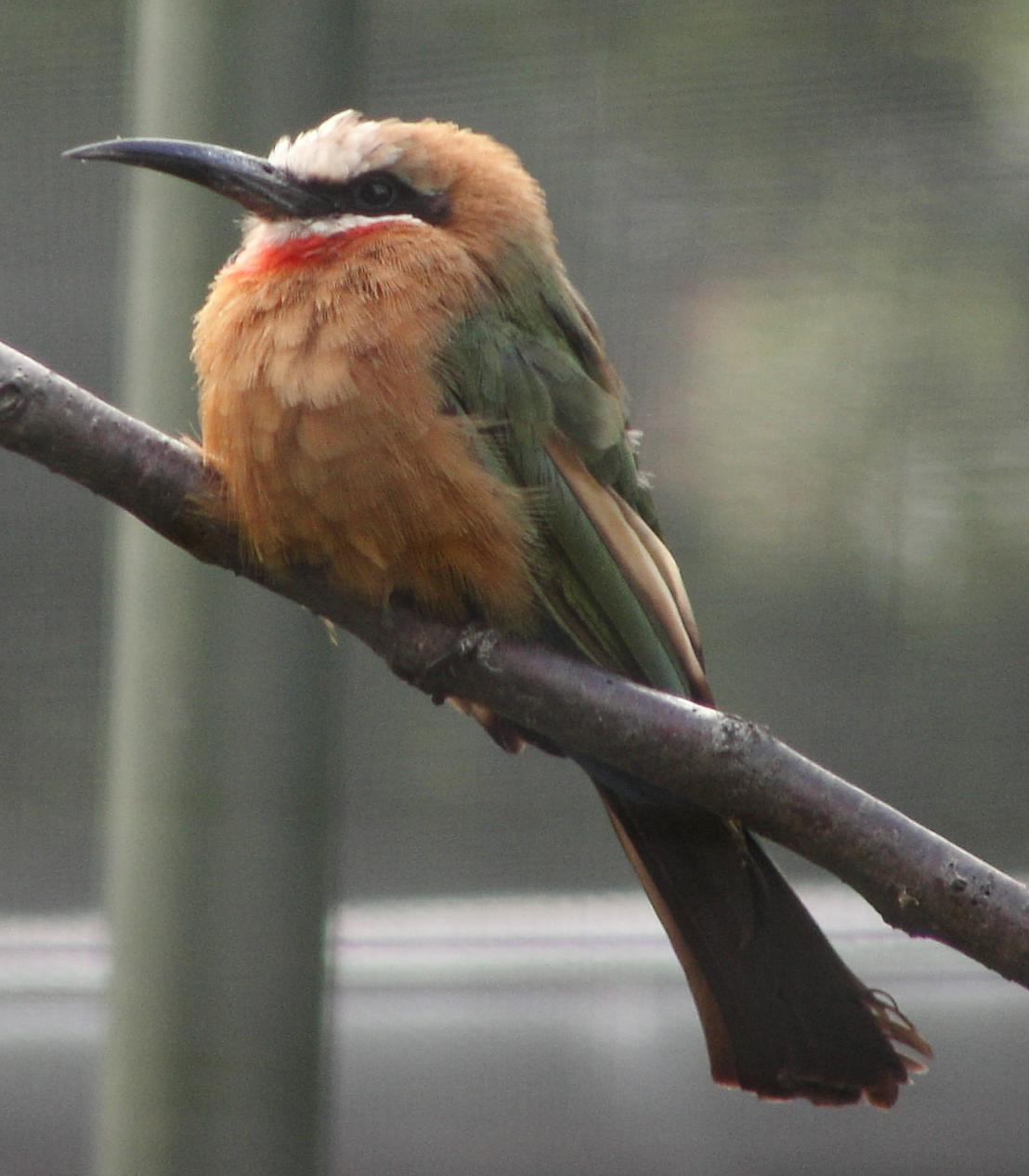
Fehérfejű gyurgyalag (Merops bullockoides)
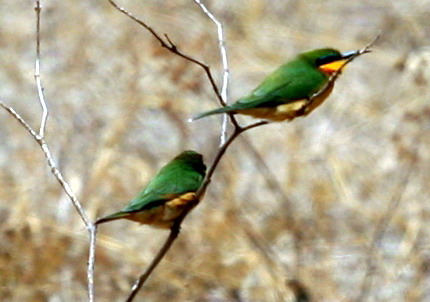
Törpegyurgyalag (Merops pusillus)
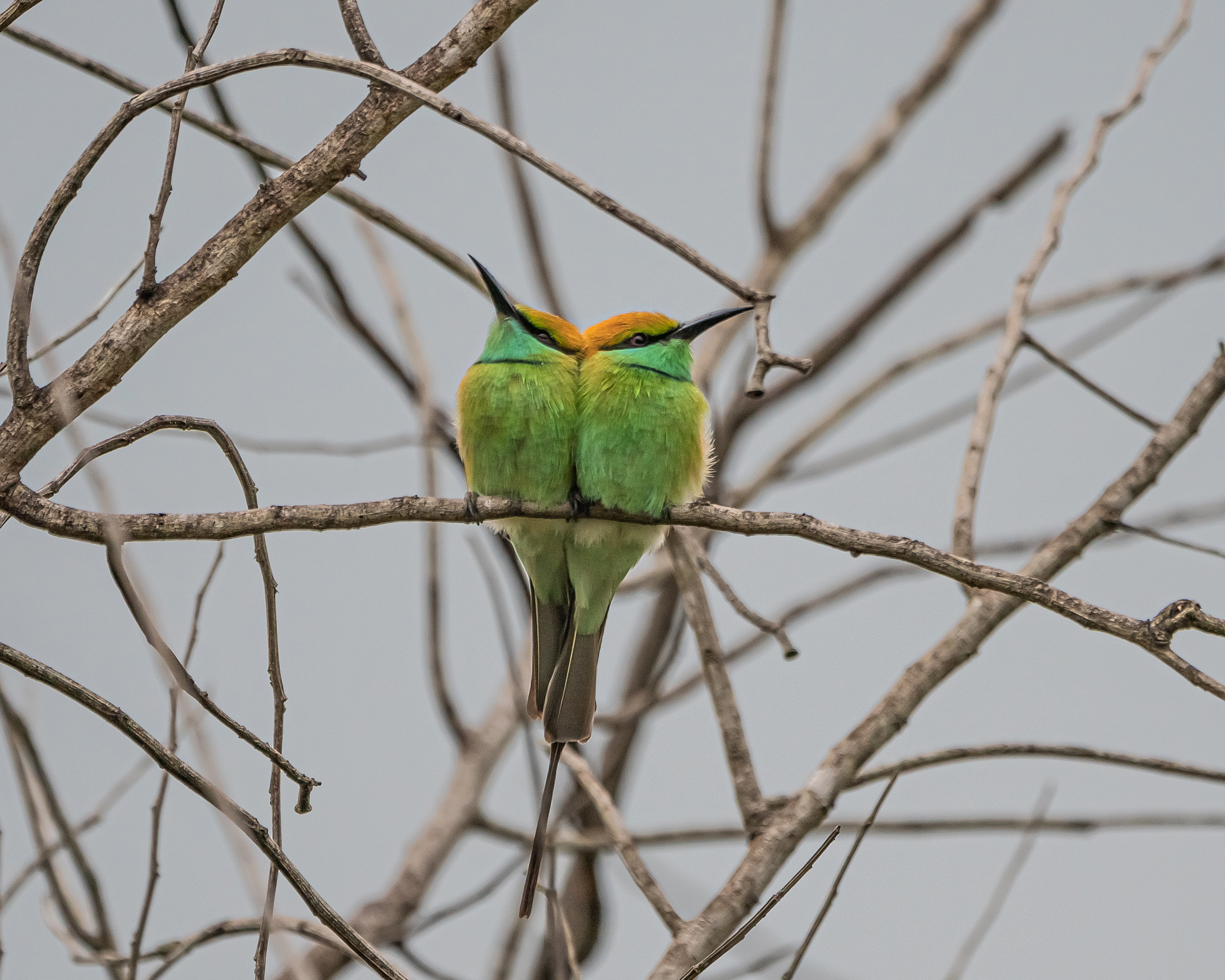
Smaragdgyurgyalag (Merops orientalis)
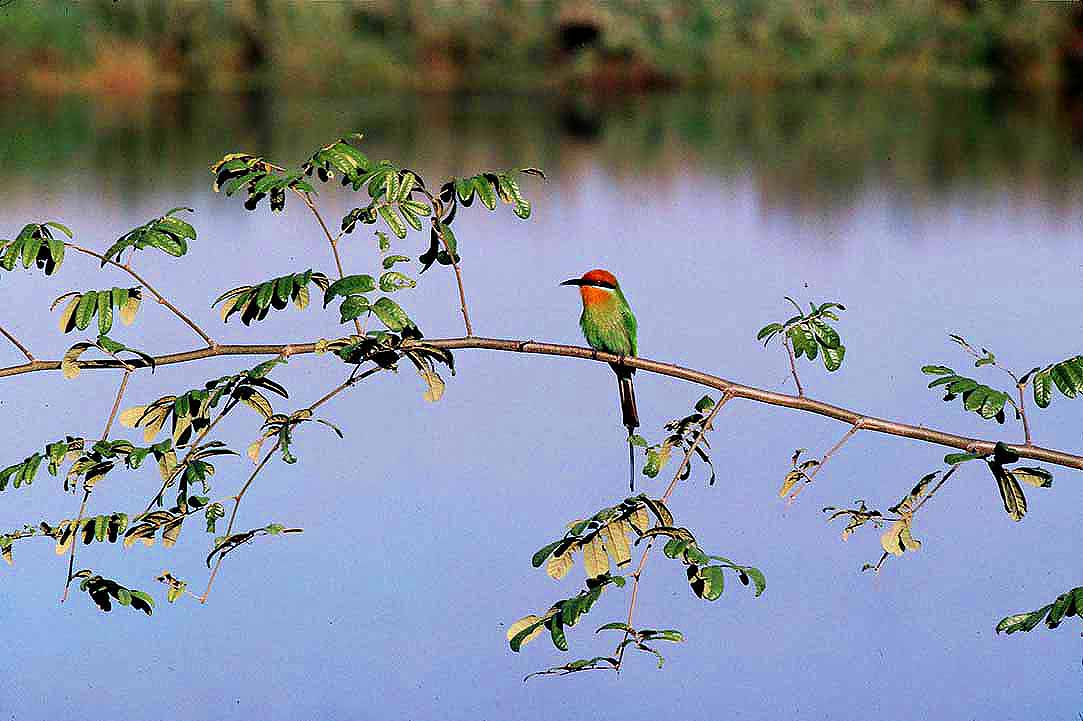
Böhm-gyurgyalag (Merops boehmi)
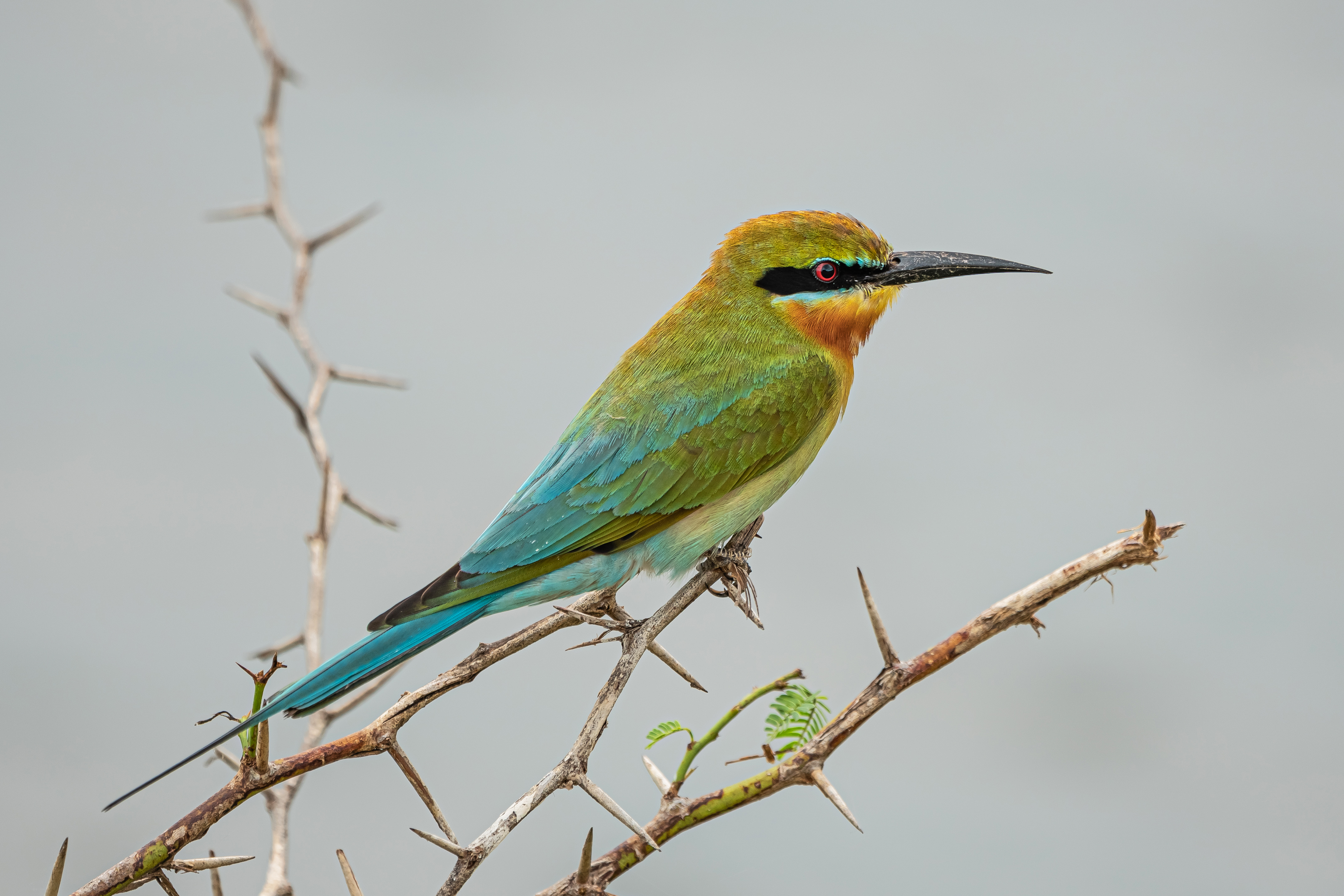
Kékfarkú gyurgyalag (Merops philippinus)
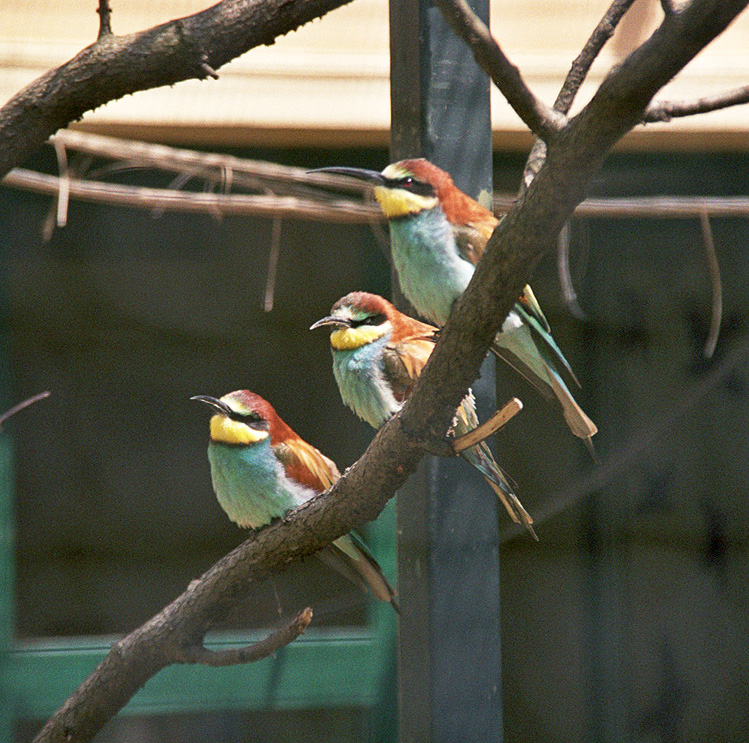
Gyurgyalag (Merops apiaster)
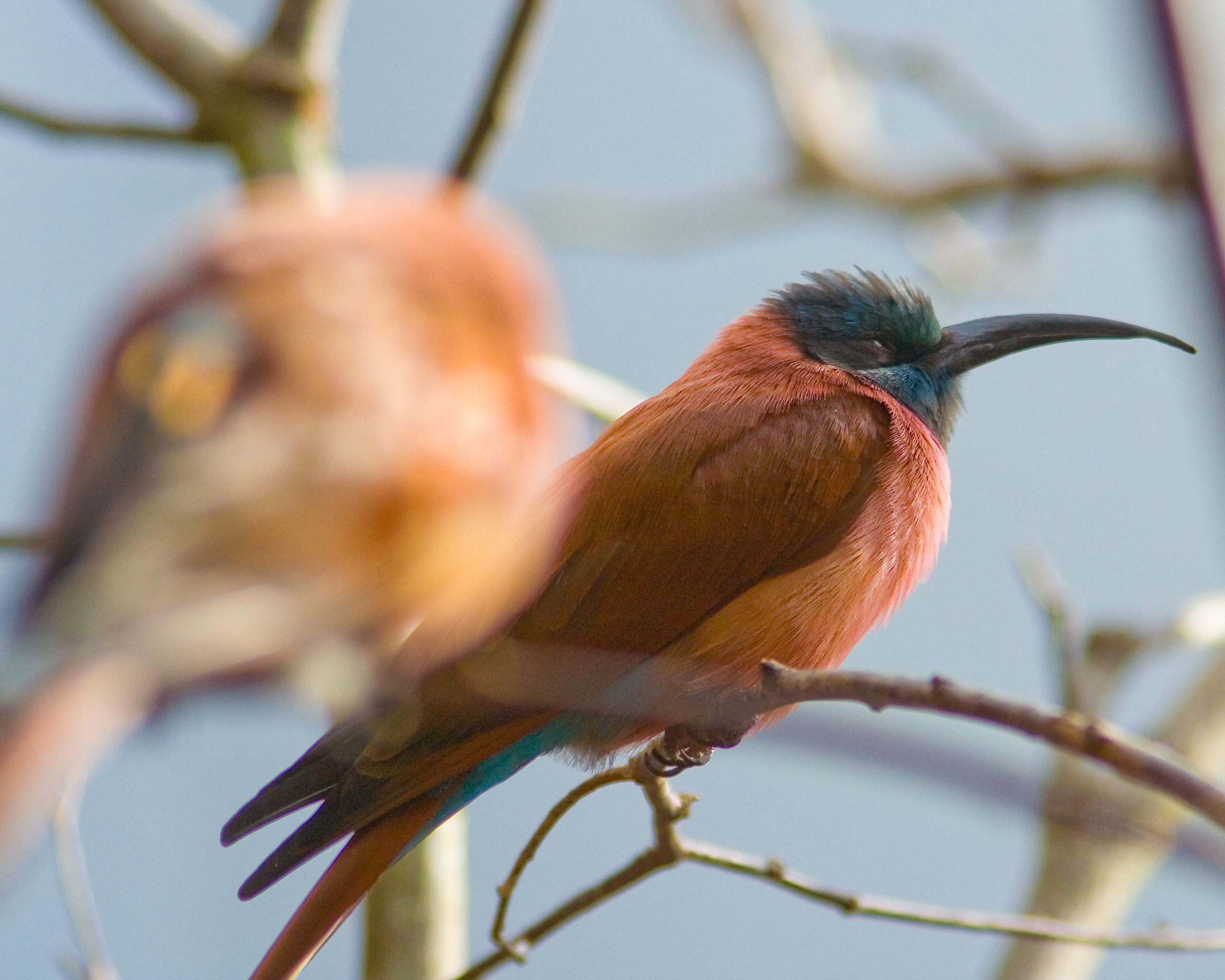
Kármin gyurgyalag (Merops nubicus)